# Jehuda Somi
Jehuda Somi (właśc. Jehuda Ben Icchak Somo, hebr. יהודה בן יצחק סומו, znany też jako Leone Ebreo di Somi; ur. w 1527 w Mantui, zm. w 1592 w Mantui) – włoski pisarz, dramaturg, krytyk i teoretyk teatru żydowskiego pochodzenia. Autor najstarszego znanego dramatu hebrajskiego – Komedii o zaślubinach (hebr. צחות בדיחותא דקידושין). Sztuka została wystawiona po raz pierwszy w Hajfie, około cztery wieki po jej napisaniu.